# Abraham Colles

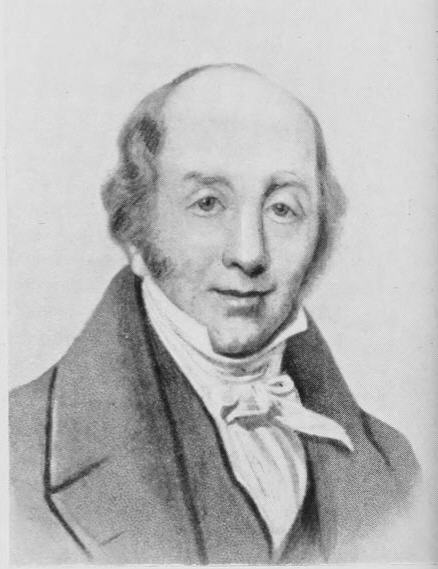
Colles

Abraham Colles (* 23. Juli 1773 in Millmount bei Kilkenny; † 16. November 1843) war ein irischer Chirurg und Anatom.
1802 wurde Colles Präsident des Royal College of Surgeons in Ireland. 1804 wurde er zum Professor für Anatomie, Physiologie und Chirurgie an diesem College ernannt.
1814 veröffentlichte Colles eine Publikation über Knochenbrüche der körperfernen Speiche (distale Radiusfraktur), die ihrer Zeit weit voraus war, da sie Jahrzehnte vor der Anwendung der Röntgenstrahlung erfolgte. Die Fraktur der körperfernen Speiche mit Abkippung nach handrückenwärts (dorsal) ohne Gelenkbeteiligung wird als Colles-Fraktur bezeichnet.

## Werke
- On the fracture of the carpal extremity of the radius. In: Edinb Med Surg J. 1814, 10, S. 181. PMID 16601406
- Surgical Anatomy. 1811.
- Practical observations on the venereal disease, and on the use of mercury. 1837.